# Enrique Estevanez
Enrique Estevanez, más conocido como Quique Estevanez (1947) es un escritor, actor y productor argentino.

## Trayectoria
Estevanez empezó a principios de los 80 en el teatro Provincial, en sociedad con Enrique García Fuertes, ex-gerente de programación de Canal 13, con quien armaron QQ Producciones (por los dos “Quiques”). Después la sociedad se disolvió, pero Estevanez continuó con varias temporadas en el teatro Marplatense con Jorge Porcel, Carlos Calvo, Claudio García Satur, Jorge Guinzburg y Rodolfo Bebán, entre otros. Hasta el inicio de los 90, cuando se lanzó a la TV con La pensión de la Porota por Telefe, y después con ¡Grande, Pa!, su primer éxito televisivo. Le siguieron programas como, Como vos & yo, Amor en custodia y Dulce amor entre muchos programas. En sociedad y colaboración con Telefé Contenidos, y junto a sus hijos formó sus éxitos televisivos Dulce amor, Somos familia y Camino al amor, que se estrenaron entre 2012 y 2014 en Telefé.

## Televisión

### Telenovelas y series

#### Historias originales
- Golpe al corazón (2017-2018)
- Camino al amor (2014)
- Somos familia (2014)
- Dulce amor (2012-2013) (con Marcelo Racci y Laura Barneix)
- Adictos (2011)
- Decisiones de vida (2011)
- La ley del amor (2006-2007) (con Gustavo Barrios)
- Se dice amor (2005-2006) (con Marcela Citterio)
- Amor en custodia (2005) (con Marcela Citterio)
- Panadería Los Felipe (2004)
- Infieles (2002-2003)
- Maridos a domicilio (2002)
- PH, propiedad horizontal (2001) (con Marcela Citterio)
- Los buscas de siempre (2000) (con Marcela Citterio y Ricardo Altman)
- Los médicos de hoy (2000) (con Marcela Citterio)
- La nocturna (1999) (con Marcela Citterio)
- Como vos & yo (1998-1999) (con Marcela Citterio)
- De corazón (1997-1998) (con Marcela Citterio)
- Gino (1996) (con Marcela Citterio, Ricardo Altman y Marisa Milanesio)
- Un hermano es un hermano (1994) (con Marcela Citterio, Ricardo Altman y Marisa Milanesio)
- La piñata (1994) (con Marisa Milanesio y Carlos Augusto Korneta)

#### Adaptaciones
- Herencia de amor (2009-2010) Original de Vito de Martini.

#### Como guionista
- ¡Grande, pa! (1991-1994) Original de Patricia Maldonado, Gius, Gustavo Barrios y Ricardo Rodríguez.
- La pensión de la Porota (1990) Original de Elio Erami.

#### Versiones reescritas por otros
- Quererlo todo (2020-2021) (Nueva versión de Herencia de amor) por Antonio Abascal.
- Dulce amor (2015-2016) (Nueva versión de Dulce amor) por Karen Andrea Rodríguez Arias.
- Hasta el fin del mundo (2014-2015) (Nueva versión de Dulce amor) por Kary Fajer y Gabriela Ortigoza.
- El amor lo manejo yo (2014) (Nueva versión de Dulce amor) por Guillermo Valenzuela.
- Amores verdaderos (2012-2013) (Nueva versión de Amor en custodia) por Kary Fajer, Ximena Suárez y Alberto Gómez.
- Amor en custodia (2009-2010) (Nueva versión de Amor en custodia) por Julio Castañeda.
- Amor en custodia (2005-2006) (Nueva versión de Amor en custodia) por Bethel Flores.

### Reality shows
- Reality, reality (2001)